# Mogiła wojenna z 1812 roku w Andrzejowie
Mogiła wojenna z okresu wojen napoleońskich z 1812 roku w Andrzejowie – zabytkowa mogiła założona prawdopodobnie w 1812. Znajduje się przy drodze od Andrzejowa w gminie Godziszów do Węglisk. Na mogile stał drewniany krzyż, a jej teren był otoczony drewnianym murkiem. Obiekt został wpisany do rejestru zabytków w 1993. Według podań w mogile zostali pochowani dwaj żołnierze napoleońscy, którzy polegli w 1812 w czasie odwrotu z Moskwy.